# تیرن پتیوی
تیرن پتیوی (انگلیسی: Terran Petteway؛ زادهٔ ۸ اکتبر ۱۹۹۲) بازیکن بسکتبال اهل ایالات متحده آمریکا است.